# Simonswald
Simonswald ist eine Gemeinde im Simonswälder Tal, einem Teil des Naturparks Südschwarzwald im Südwesten Baden-Württembergs im Landkreis Emmendingen, etwa 25 km nordöstlich von Freiburg im Breisgau.

## Geographie

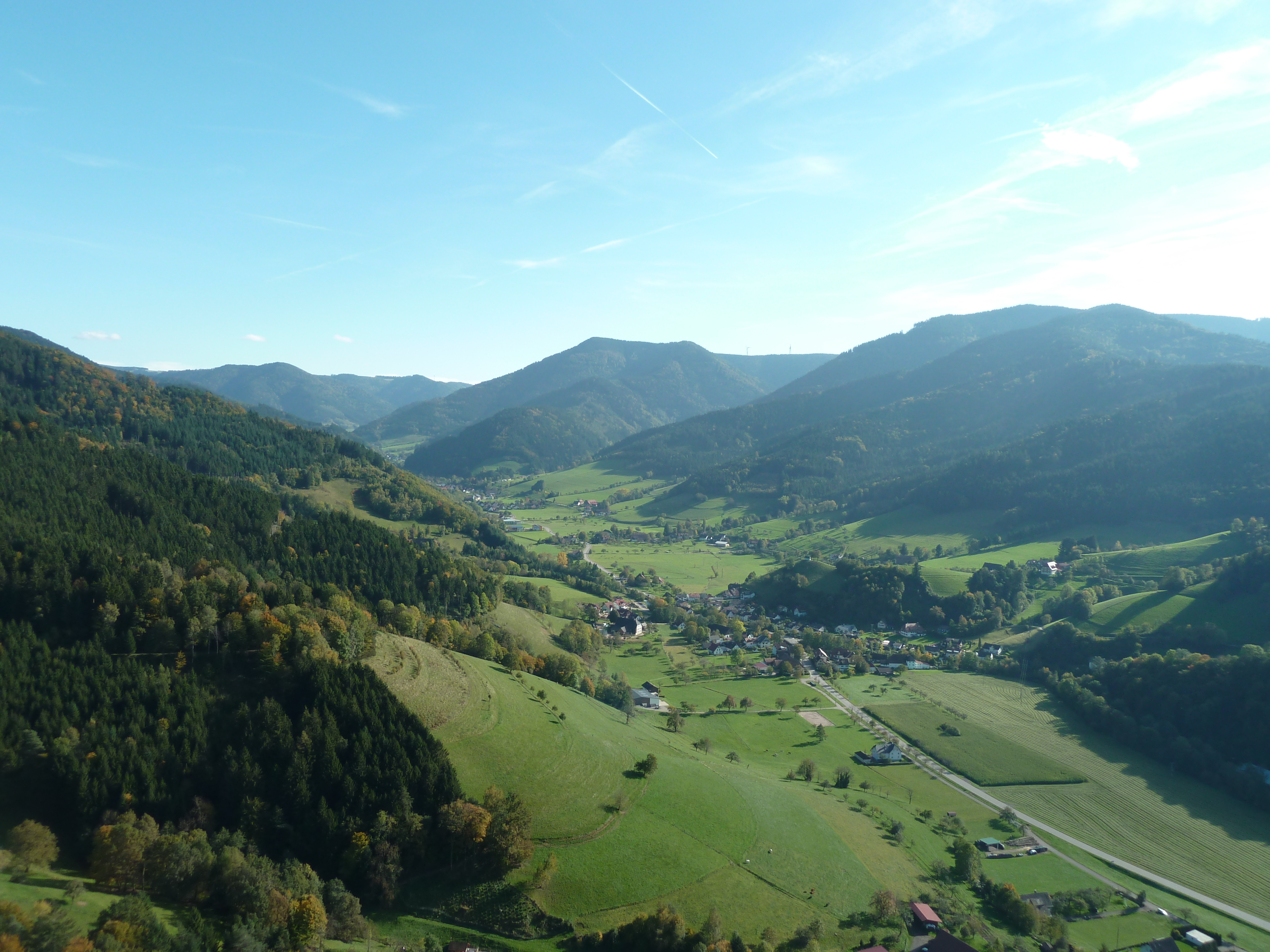
Blick über Untersimonswald talaufwärts nach Südosten

### Lage
Der lang gestreckte, mehrkernige Ort Simonswald umfasst nahezu die gesamte gut besiedelbare Talfläche entlang der Wilden Gutach. Abgesehen vom Oberlauf wird deren Tal als Simonswälder Tal bezeichnet. Es mündet bei Gutach im Breisgau in das Tal der Elz. Von hier verläuft die Hauptstraße des Ortes über 17 km aufwärts in Richtung Gütenbach und Furtwangen. Die Ortsteile Altsimonswald und Untersimonswald liegen größtenteils im Talgrund auf etwa 300 m ü. NN; in einem Seitental liegt Haslachsimonswald. Talaufwärts entlang der Wilden Gutach liegen die Ortsteile Obersimonswald und Wildgutach. Nach Nordosten und Südwesten zweigen vom Haupttal zahlreiche, teils besiedelte Nebentäler ab. In Obersimonswald wird das Tal enger und beginnt Richtung Südosten auf die Schwarzwaldhöhen zu steigen. Die Gemarkung des Ortsteils Obersimonswald am Oberlauf der Wilden Gutach erstreckt sich bis zum Gipfel des Brend (1149,3 m ü. NHN). Die höchste Erhebung ist der Kandel (1241,3 m ü. NHN), auf dessen Gipfel sich die vier Gemarkungen Waldkirch, Glottertal, St. Peter und Untersimonswald treffen.
(Zur Geographie siehe auch Wilde Gutach.)

### Schutzgebiete, Naturdenkmale
Auf dem Gemeindegebiet von Simonswald liegen sowohl die Naturschutzgebiete
- Nr. 3077 – Zweribach (teilweise),
- Nr. 3142 – Häuslematt und
- Nr. 3243 – Kostgefäll

als auch das Landschaftsschutzgebiet
- 3.16.004 Simonswälder Tal.

Teile dieser Schutzgebiete gehören zum 3986 Hektar großen FFH-Gebiet Nr. 7914-341 Rohrhardsberg, Obere Elz und Wilde Gutach, ein kleiner Teil des Stadtgebiets auch zum 21666 Hektar großen Vogelschutzgebiet 7915-441 Mittlerer Schwarzwald.
Auf dem Gebiet von Simonswald liegen außerdem sieben Naturdenkmale.

### Gemeindegliederung
Simonswald besteht aus den ehemaligen Gemeinden Altsimonswald, Haslachsimonswald, Obersimonswald, Untersimonswald und Wildgutach mit insgesamt 67 Dörfern, Weilern, Zinken, Höfen und Häusern.
Im Gemeindeteil Altsimonswald liegt die abgegangene Ortschaft Schlössle und im Gemeindeteil Wildgutach liegt die abgegangene Ortschaft Burgstall.

## Geschichte
Simonswald wurde erstmals 1178 als Sigmanswalt urkundlich erwähnt und gehörte zu den Besitzungen des Frauenklosters St. Margarethen in Waldkirch. 1316 kam Simonswald in den Besitz der Schwarzenberger auf der Kastelburg und 1805 von der vorderösterreichischen Landgrafschaft Breisgau zum Großherzogtum Baden.
Die Gemeinde wurde am 1. April 1970 durch Vereinigung der Gemeinden Altsimonswald, Haslachsimonswald und Untersimonswald gebildet. Am 1. Januar 1974 wurden die beiden bis dahin selbstständigen Gemeinden Obersimonswald und Wildgutach eingemeindet.

## Politik

### Gemeinderat
Der Gemeinderat besteht aus den gewählten ehrenamtlichen Gemeinderäten und dem Bürgermeister als Vorsitzendem. Der Bürgermeister ist im Gemeinderat stimmberechtigt. Der Gemeinderat in Simonswald hat 12 Mitglieder.
Die Kommunalwahl am 9. Juni 2024 führte zu folgendem vorläufigen Endergebnis (mit Vergleichszahlen der vorigen Wahl):
| Partei / Liste                                    | Stimmenanteil | Sitze |                 | 2019 |
| Christlich Demokratische Union Deutschlands (CDU) | 40,4 %        | 5     | 5 Sitze, 36,0 % |      |
| Freie Wähler (FWV) / (SPD)*                       | 39,1 %        | 5     | 5 Sitze, 44,0 % |      |
| Ökologische Liste Simonswald (ÖLS)                | 20,5 %        | 2     | 2 Sitze, 19,9 % |      |

* 2024 ohne SPD

### Bürgermeister
Bürgermeister nach Gründung der Einheitsgemeinde im Jahre 1970:
| Amtszeit    | Name                          |
| ----------- | ----------------------------- |
| 1970 – 1992 | Karl Dufner                   |
| 1992 – 2017 | Reinhold Scheer, CDU          |
| 2017 – 2025 | Stephan Schonefeld, parteilos |
| seit 2025   | Britta Dohmen, parteilos      |

Bei der Bürgermeisterwahl am 30. März 2025 setzte sich Britta Dohmen mit 82,7 Prozent der Stimmen gegen Amtsinhaber Stephan Schonefeld durch; sie trat das Amt am 1. Juni 2025 an.

### Wappen
Wappenbeschreibung: „In von Gold (gelb) und Silber (weiß) gespaltenem Schild auf rotem Dreiberg drei grüne Tannen, von denen die mittlere, den Schild spaltend, bis zum oberen Schildrand reicht.“

Wappen von Simonswald und seinen Ortsteile
Simonswald
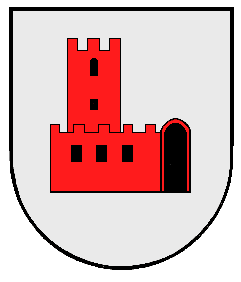
Altsimonswald
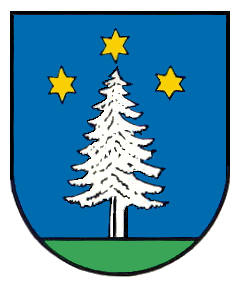
Obersimonswald
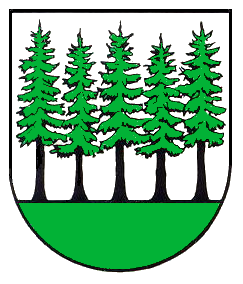
Untersimonswald
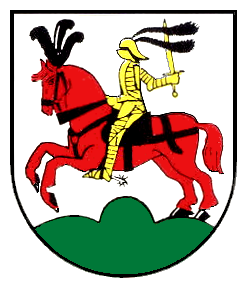
Haslachsimonswald
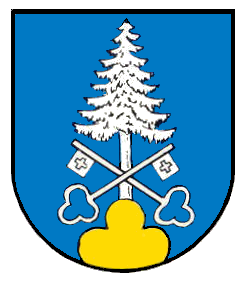
Wildgutach

### Verwaltungsgemeinschaft
Mit der Stadt Waldkirch und der Gemeinde Gutach besteht eine Vereinbarte Verwaltungsgemeinschaft.

### Städtepartnerschaften
Seit 1997 besteht eine Partnerschaft zwischen Simonswald sowie den Nachbargemeinden Elzach, Gutach im Breisgau und Waldkirch zu Worthing an der englischen Südküste.

## Wirtschaft und Infrastruktur
Simonswald ist ein staatlich anerkannter Erholungsort, der sich insbesondere durch sein mildes Klima auszeichnet. Die Deutsche Uhrenstraße verläuft durch den Ort.
Der Schwarzwald-Bike-Crossing von Pforzheim nach Bad Säckingen verbindet Schonach über die Bregquelle und das Grießbachtal mit Simonswald und führt weiter über den Kandel nach St. Peter.
Haupteinnahmequellen sind neben dem Fremdenverkehr, der in den 1950er Jahren einen starken Aufschwung erfuhr, vor allem Kleinindustrie (Präzisions- und Uhrenbau), Handwerk und Handel. Die landwirtschaftlichen Betriebe leben im Haupt- und Nebenerwerb von der Viehzucht und der Forstwirtschaft. Ackerbau ist nur in den unteren Tallagen in geringem Umfang möglich. Die Flurbezeichnung Rebberg im unteren Talbereich lässt darauf schließen, dass hier früher auch Wein angebaut wurde.

### Museen
Das Dorfmuseum Jockenhof befindet sich in einem alten Bauernhof in der Ortsmitte Obersimonswalds. Das historische Gebäude wurde um 1640 erbaut. Die Sammlung zeigt vorwiegend bäuerliche Gerätschaften, die im Simonswäldertal zum Einsatz kamen.
Die Ölmühle ist ein Kulturdenkmal aus dem frühen 18. Jahrhundert. Das Haus im Stil eines Heidenhauses steht zwischen der Wilden Gutach und dem Mühlenkanal, etwa 20 Minuten Fußweg vom Zentrum Simonswald entfernt. Die Ölmühle, die mit einem unterschlächtigen Wasserrad angetrieben wird, besteht aus der eigentlichen Ölmühle mit Reibestein, Ölofen und Pressvorrichtung sowie einer Trotte, zu der ein mächtiger, zehn Meter langer eichener Torkelbaum gehört, der die Jahreszahl 1712 trägt. Öl wurde vor allem aus örtlich erzeugtem Raps, Mohn, Walnüssen oder Bucheckern erzeugt. Die Trotte zur Kelterung von Wein, später von Kernobst, hatte nahezu dieselbe Bedeutung wie die Ölherstellung. Seit 2002 wird nach über vierzigjähriger Unterbrechung wieder Walnussöl hergestellt. Neben der Ölmühle wurde auch wieder eine funktionsfähige Getreidemühle in einem Seitengebäude eingerichtet.

### Natur- und Kulturdenkmale
Ein bekanntes Naturschauspiel stellen die Zweribachwasserfälle dar. Sie liegen inmitten eines vom Ortsteil Wildgutach nur zu Fuß erreichbaren Naturschutzgebietes. In Obersimonswald liegt das Maschinenhaus des Zweribachwerkes, eines Pumpspeicherkraftwerkes. Unter Kletterern bekannt ist die Kostgfällschlucht oberhalb von Haslachsimonswald. Zwischen Wildgutach und Neukirch ist der in einen Baum eingewachsene, sogenannte Balzer Herrgott, ein Ziel von Wallfahrten.
Der Simonswälder Mühlenwanderweg führt vom Ortskern über ca. 12 km und 150 Höhenmeter an Haslachsimonswald vorbei zu sechs historischen Schwarzwaldmühlen.

## Besonderheiten
Die Postleitzahl 79271 gehört zu Sankt Peter und gilt in Simonswald für einzelne Gehöfte, u. a. Kandelhof, Plattenhof, Althäuslehof, Hogenhof, Langeckhof.
Der Gemeindename wird auf der Endsilbe betont: Simonswáld.

## Persönlichkeiten
- Siegfried Weiß (1933–2013), Skilangläufer, neunmaliger deutscher Meister, viermaliger Olympiateilnehmer, wohnte in Simonswald.[8][9]
- Heinz Droßel, auch Heinz Drossel (1916–2008), im Zweiten Weltkrieg Oberleutnant der deutschen Wehrmacht, nach dem Krieg Richter am Sozialgericht Freiburg, wurde 1999 als Gerechter unter den Völkern ausgezeichnet, wohnte bis zu seinem Tod in Simonswald.